# Жовтобрідська сільська рада
Жовтобрідська сільська рада (Жовто-Брідська сільська рада) — колишня адміністративно-територіальна одиниця та орган місцевого самоврядування у Довбишському (Мархлевському, Щорському) районі і Житомирській міській раді Волинської округи, Київської та Житомирської областей Української РСР з адміністративним центром у селі Жовтий Брід.

## Населені пункти
Сільській раді на час ліквідації були підпорядковані населені пункти:
- с. Жовтий Брід

## Населення
Станом на 1927 рік, кількість населення сільської ради становила 545 осіб, з них 353 (65.7 %) — особи польської національності. Кількість селянських господарств — 105.
У 1931 році чисельність населення сільської ради становила 597 осіб.

## Історія та адміністративний устрій
Створена 1 вересня 1925 року, в складі Довбишського (згодом — Мархлевський) району, з підпорядкуванням с. Жовтий Брід Соболівської сільської ради та хутора Крива Річка Вилівської сільської ради Миропільського району Волинської округи. Станом на 13 лютого 1928 року х. Крива Річка не перебуває на обліку населених пунктів.
17 жовтня 1935 року, внаслідок розформування Мархлевського району, сільську раду включено до складу Житомирської міської ради Київської області. 14 травня 1939 року, відповідно до указу Президії Верховної ради УРСР «Про утворення Щорського району Житомирської області», сільська рада увійшла до складу новоствореного Щорського (згодом — Довбишський) району Житомирської області.
Станом на 1 вересня 1946 року сільська рада входила до складу Довбишського району Житомирської області, на обліку в раді перебувало с. Жовтий Брід.
Ліквідована 11 серпня 1954 року, відповідно до указу Президії Верховної ради УРСР «Про укрупнення сільських рад по Житомирській області», територію та населені пункти приєднано до складу Соболівської сільської ради Довбишського району Житомирської області.